# 席塔尔·德维
席塔尔·德维（英語：Sheetal Devi；2007年1月10日—）是印度残疾人射箭运动员。其于2024年夏季残疾人奥林匹克运动会上取得混合团体射箭项目铜牌，是为印度最年轻的残奥奖牌获得者。此外，她在2022年亚洲残疾人运动会获得两金一银，在世界残疾人射箭锦标赛摘银，还在亞洲射箭錦標賽获得一金一银。她是阿朱那奖的获得者，并在2023年残疾人世界射箭排名中名列第一。
德维患有罕见的海豹肢症，未发育出双臂。目前她是世界上第一位也是唯一一位获得射箭冠军的女性无臂人士。

## 早年生活及教育
席塔尔·德维于2007年1月10日在查谟和克什米尔吉什德瓦尔县出生。其天生患有罕见的海豹肢症，故出生时没有双臂。
2019年，德维参加吉什德瓦尔县某青少年活动期间引起印度陆军国家步枪队的注意，随后军方为她的教育提供了支持并提供医疗援助。

## 体育生涯及成就

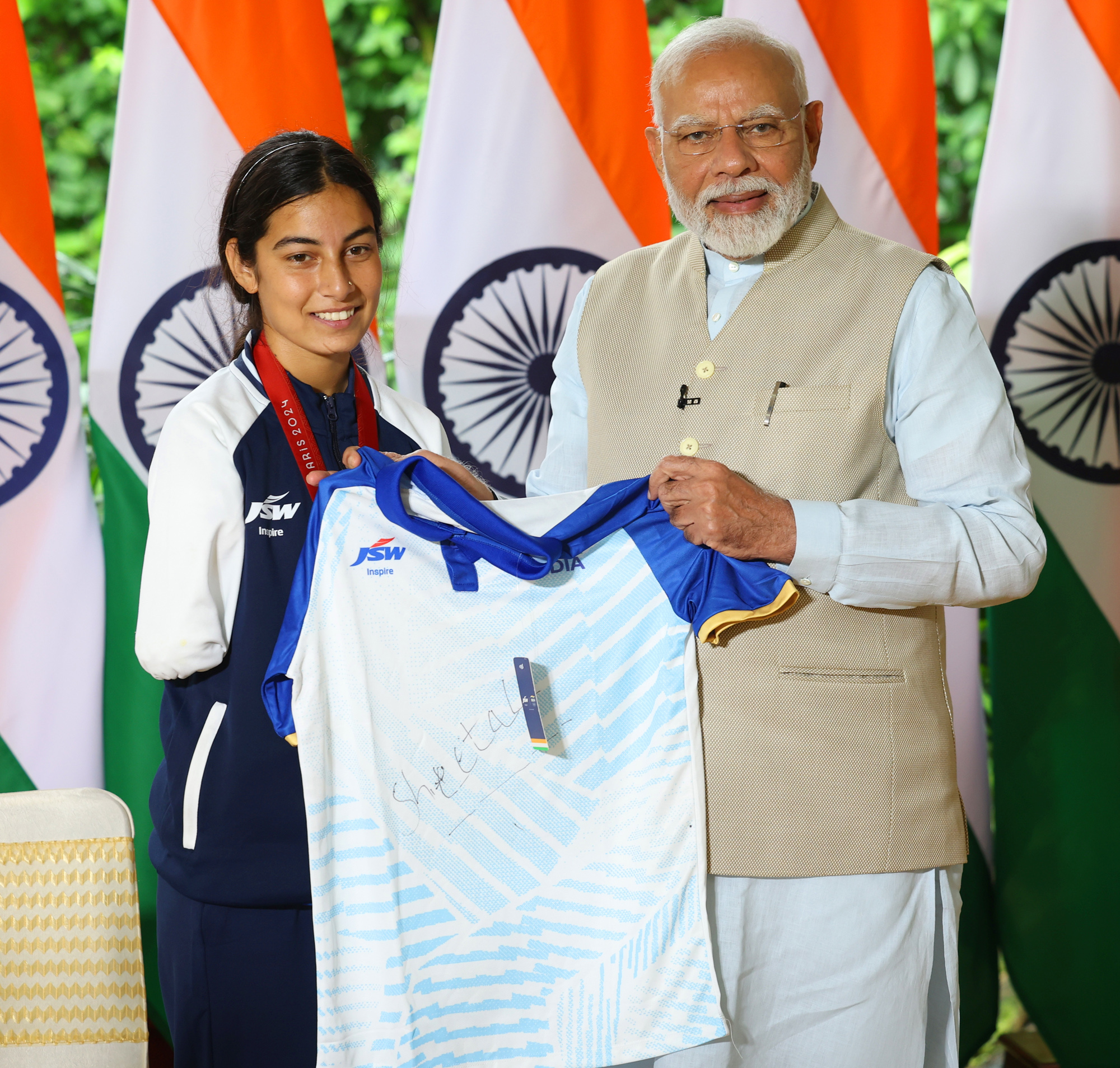
席塔尔·德维与纳伦德拉·莫迪总理在一起（摄于2024年）

德维在印军组织的青少年活动中引起了教练阿比拉沙·乔杜里（Abhilasha Chaudhary）和库尔迪普·瓦德万（Kuldeep Wadhwan）的注意，两人对她的自信印象深刻，并决定开始对她进行训练。他们最初考虑使用假肢来帮助她，但医生根据她的情况，建议其不应配装假肢。德维仅用双腿爬树的能力极大地锻炼了她的核心力量，这对她的训练非常重要。
两名教练未曾训练无臂人士射箭。然而，在他们了解并研究以腿射箭的马特·斯塔茨曼的事迹后，两人开始训练德维射箭。历时11个月，德维参加了2022年亚洲残疾人运动会滑轮弓比赛，获得两金。最终德维在混双和女单比赛中获得金牌，在女双比赛中获得银牌，一时让她在世界残疾人射箭女子滑轮弓公开级排名中名列第一。
2024年1月9日，印度总统德拉帕迪·慕爾穆于总统府授予德维2023年度阿朱那奖。同年，德维参加巴黎残奥会，是为赛事期间最年轻的残疾人射箭运动员。她以排名赛703分的优异成绩，打破了之前698分的世界纪录，晋级女子个人复合弓公开级1/16决赛。虽在1/8决赛中以一分之差败北，她仍重整旗鼓，在公开级混合团队复合弓比赛与拉凯什·库马尔共夺铜牌。

## 所获奖项

### 国际奖项
- 亞洲帕拉林匹克委員會2023年度最佳青年运动员[23][24]
- 世界射箭2023年度最佳残疾人射箭运动员[25]

### 国内奖项
- 阿朱那奖（英语：Arjuna award）（2023年）[26][27]